# Acalypha hologyna
Acalypha hologyna é uma espécie de flor do gênero Acalypha, pertencente à família Euphorbiaceae.